# Райх, Кэти
Кэ́тлин (Кэ́ти) Джоан Райх (англ. Kathleen Joan «Kathy» Reichs; род. 7 июля 1948 год) — американская писательница в жанре детектива, судебный антрополог и учёный. Работает антропологом в Университете Северной Каролины в Шарлотте, но в настоящее время находится в бессрочном отпуске. Она является одним из 82 судебных антропологов, сертифицированных Американской академией судебных антропологов. Райкс является продюсером телесериала «Кости».

## Академическая карьера
Райкс окончила в 1971 году Американский университет со степенью бакалавра искусств по специальности антропология. В 1972 году она окончила Северо-Западный университет со степенью магистра в области физической антропологии, а в 1975 году получила степень доктора философии. С тех пор Райкс преподавала в университете Северного Иллинойса, университетах Питтсбурга, Конкордия и Макгилла. В настоящее время является профессором антропологии в Университете Северной Каролины. В прошлом Райкс оказывала консультации для канцелярии начальника медицинской экспертизы в Северной Каролине.
В 2007 году Райкс давала показания перед Международным трибуналом по Руанде. Также она оказывала помощь доктору Клайду Сноу и «Фонду судебной антропологии Гватемалы» в эксгумации тел в области озера Атитлан и в горных районах Гватемалы. В 2001 году Кэти Райкс опознавала тела погибших под обломками Всемирного торгового центра в Нью-Йорке.

## Романы
Помимо текстов по специальности, Райкс написала в общей сложности 32 романа, которые были переведены на 30 языков. Её первый роман, «Déjà Dead», получил в 1997 году «Награду Артура Эллиса». Главным персонажем является судебный антрополог Темперанс Бреннан, образ которой Райкс списала с себя. В 2005 году канал Fox по мотивам романов выпустил сериал «Кости».